# Wjatscheslaw Nikolajewitsch Stjaschkin
Wjatscheslaw Nikolajewitsch Stjaschkin (russisch Вячеслав Николаевич Стяжкин; beim Weltschachbund FIDE Viacheslav Stjazhkin; * 3. April 1956 in Saransk) ist ein russischer Schachspieler und -trainer.

## Leben
Stjaschkin besuchte die Schachsektion im Saransker Pionierhaus. Mitte der 1970er Jahre zog er nach Leningrad und absolvierte dort ein Studium im Mechanischen Institut. Es folgten weitere Studiengänge an der Leningrader Schdanow-Universität und an der Höheren Trainerschule in Moskau. 1991 wurde er Meister des Sports der UdSSR. Im August 2003 wurde ihm von der FIDE der Titel eines Internationalen Meisters verliehen. Die Normen hierfür erspielte er sich in den Turnieren Severstal-1997 in Tscherepowez und Kaissa-1 2002 in Aluschta.
Ab 1978 ist Stjaschkin als Jugendtrainer in Leningrad/Sankt Petersburg aktiv, zuerst im Pionierhaus des Moskauer Rajons und dann im Kinder- und Jugendhaus Ismailowski. Einen gewissen Bekanntheitsgrad erlangte er als erster Trainer von Pjotr Swidler. Zu seinen Schützlingen zählte unter anderem Rachil Ejdelson aus Belarus. Für seine Tätigkeit wurde er 1995 mit dem Ehrentitel Verdienter Trainer Russlands ausgezeichnet, seit 2015 ist er FIDE Senior Trainer. Er wird als Schiedsrichter eingesetzt und trägt seit 1993 den Titel Internationaler Schiedsrichter. 
Stjaschkin ist mit der Frauengroßmeisterin Olga Stjaschkina (geb. Florowa) verheiratet. Ihre Tochter Anna Stjaschkina trägt den Titel einer Internationalen Frauenmeisterin und gewann die Jugendweltmeisterschaften U10 weiblich 2007 in Kemer und U16 weiblich 2012 in Maribor sowie die Jugendeuropameisterschaft U12 weiblich 2008 in Herceg Novi.
Stjaschkins Elo-Zahl beträgt 2405 (Stand: Februar 2016), er wird jedoch als inaktiv geführt, da er seit einem im Oktober 2002 in Sewastopol ausgetragenen Turnier keine gewertete Partie mehr gespielt hat. Dies ist gleichzeitig seine höchste Elo-Zahl, die er zuvor bereits im Januar 1992 erreichte.

## Werke
- W. Muraschko; W. Stjaschkin: Schachmaty: sportiwnoje sowerschenstwowanije. KEM, 1999, ISBN 978-5-85694-033-5.